# San Marcos La Laguna
San Marcos La Laguna est une ville du Guatemala située sur la rive ouest du Lac Atitlán, dans le département de Sololá.
Ce petit village est habité par 2 285 personnes (recensement de 2002), principalement des mayas Cakchiquel.

## Économie
La municipalité est reconnue pour être un endroit touristique et visitée par des gens des autres municipalités du Guatemala. Le lac Atitlán est sa source économique la plus efficace car non seulement il attire les visiteurs, mais c'est aussi une source de pêche qui est une source commerciale très abondante.